# Tolfaberge
Die Tolfaberge (italienisch Monti della Tolfa) sind ein Mittelgebirge nördlich von Rom, welches zum Antiappennino Laziale gehört. Es grenzt im Westen und im Süden an die Küste des Tyrrhenischen Meers zwischen Civitavecchia und Santa Severa, im Osten an die Sabatiner Berge und im Norden an den Fluss Mignone und die Monti Cimini. Die einzigen Orte sind Tolfa und Allumiere.
Die Tolfaberge wurden seit der Zeit der Etrusker zum Abbau von Mineralien wie Eisenerz und Alaun genutzt. Heute sind sie jedoch eines der einsamsten Gebiete Latiums, so dass hier, neben vielen anderen Tieren, auch die Tolfa-Wölfe noch ein Rückzugsgebiet haben.